# Aarón Galindo
Aarón Galindo Rubio (Città del Messico, 8 maggio 1982) è un ex calciatore messicano, di ruolo difensore.

## Carriera

### Club
Esordisce come professionista nel 2002 con la maglia del Cruz Azul, squadra nella quale aveva iniziato a giocare sin da bambino. Grazie all'ottimo rendimento guadagna anche un posto nella nazionale messicana. Nell'estate del 2006, approda in Europa vestendo la maglia dell'Hércules. Nella squadra spagnola trova poco spazio, guadagnando più volte la panchina, con solo 7 presenze in campionato. Nella sessione di mercato successiva decide così di passare al Grasshoppers. Trova il suo primo gol, con la maglia biancoblu, il 17 febbraio 2007 contro il Thun. Nonostante la bontà dell'esperienza svizzera, nell'estate firma un biennale con l'Eintracht Francoforte. Nel 2009 ritorna in America Latina, nuovamente in Messico, stavolta con la maglia del Guadalajara con un contratto quadriennale. Il 28 febbraio 2009 segna un gol nel 5-0 contro il Pachuca. Il 7 giugno 2011 si trasferisce al Santos Laguna.

### Nazionale
La prima presenza in nazionale di Galindo risale al 2004. Quell'anno viene convocato anche per l'Olimpiade di Atene 2004 dal CT La Volpe. Guadagna poi il quarto posto nella FIFA Confederations Cup 2005 dell'anno successivo. A causa della positività ai test anti droga, la federazione messicana lo squalifica per un anno dalle competizioni calcistiche. Per questo motivo non viene convocato in nazionale per i Mondiali di calcio 2006, perdendo così anche visibilità a livello internazionale.

## Palmares

### Club

#### Competizioni nazionali
- Campionato messicano: 1

Santos Laguna: Clausura 2012